# Municipio de Goodfarm
El municipio de Goodfarm (en inglés: Goodfarm Township) es un municipio ubicado en el condado de Grundy en el estado estadounidense de Illinois. En el año 2010 tenía una población de 376 habitantes y una densidad poblacional de 4,06 personas por km².

## Geografía
El municipio de Goodfarm se encuentra ubicado en las coordenadas 41°9′10″N 88°24′53″O / 41.15278, -88.41472. Según la Oficina del Censo de los Estados Unidos, el municipio tiene una superficie total de 92.61 km², de la cual 92,25 km² corresponden a tierra firme y (0,39 %) 0,36 km² es agua.

## Demografía
Según el censo de 2010, había 376 personas residiendo en el municipio de Goodfarm. La densidad de población era de 4,06 hab./km². De los 376 habitantes, el municipio de Goodfarm estaba compuesto por el 96,28 % blancos, el 1,6 % eran asiáticos, el 1,86 % eran de otras razas y el 0,27 % eran de una mezcla de razas. Del total de la población el 4,26 % eran hispanos o latinos de cualquier raza.